# اغواگر خفته
اغواگر خفته (فرانسوی: Femme nue couchée‎) یک نقاشی رنگ روغن بر روی بوم اثر هنرمند رئالیست فرانسوی گوستاو کوربه است، این نقاشی نام‌های متعددی به خود دیده از جمله افسونگر خفتهٔ برهنه یا زن برهنهٔ خمیده اما معمولاً با نام اغواگر خفته از آن یاد می‌شود، نقاشی در سال ۱۸۶۲ طرح گردید و نمایانگر یک دختر جوان با موهای تیره است که به شکل خمیده بر روی نیمکت دراز کشیده در حالی که تنها یک لنگه کفش و جوراب ساق‌بلند سفید به پا دارد.
پشت سر او پرده‌ای به چشم می‌خورد با حالت کشیده که زمینه‌اش پنجره‌ای بسته و نمایانگر آسمانی پوشیده از ابر است، اتفاق نظر بر این است که این اثر احتمالاً تحت تاثیر فرانسیسکو گویا و نقاشی ماجای برهنه می‌باشد که بسیار به قطعیت نزدیک است و اجماع زیادی در بین هنرمندان و منتقدین بر سر آن وجود دارد. نقاشی در ابتدا به الکساندر لویی فیلیپ ماری تعلق داشت و بعدها توسط مارسل نِمِس در سال ۱۹۱۳ خریداری شد،
در تاریخ ۹ نوامبر ۲۰۱۵ این نقاشی در حراجی با قیمت ۱۵/۳ میلیون دلار آمریکا فروخته شد که توانست رکورد فروش چهار نقاشی قبلی کوربه را بشکند
.